# Bogdan Vișa
Bogdan Valentin Vișa (sinh ngày 27 tháng 5 năm 1986) là một cầu thủ bóng đá người România thi đấu ở vị trí hậu vệ cho Argeș Pitești. Vișa có màn ra mắt tại Liga I vào ngày 14 tháng 9 năm 2014 cho CSMS Iași trong trận hòa 2-2 trước Târgu Mureș. Anh cũng thi đấu cho các đội bóng như: FC Sibiu, Râmnicu Vâlcea, Alro Slatina, Gaz Metan Mediaș hay Mioveni.